# Міная
Міная (ісп. Minaya) — муніципалітет в Іспанії, у складі автономної спільноти Кастилія-Ла-Манча, у провінції Альбасете. Населення — 1725 осіб (2010).
Муніципалітет розташований на відстані близько 170 км на південний схід від Мадрида, 50 км на північний захід від Альбасете.

## Демографія
Динаміка населення (INE ):

## Галерея зображень

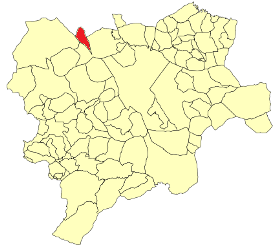
Розташування муніципалітету у провінції Альбасете